# Calliostoma sayanum
Calliostoma sayanum är en snäckart som beskrevs av Dall 1889. Calliostoma sayanum ingår i släktet Calliostoma och familjen Calliostomatidae. Inga underarter finns listade i Catalogue of Life.